# Collobrières (tổng)
Tổng Collobrières là một tổng thuộc tỉnh Var trong vùng Provence-Alpes-Côte d'Azur.

## Địa lý
Tổng này được tổ chức xung quanh Collobrières trong quận Toulon. Cao độ vùng này từ 0 m (Bormes-les-Mimosas) đến 776 m (Collobrières) với độ cao trung bình 123 m.

## Các xã
Tổng Collobrières gồm 3 xã với dân số tổng cộng 13 369 người (điều tra dân số năm 1999, dân số không tính trùng).
| Xã                 | Dân số | Mã bưu chính | Mã insee |
| ------------------ | ------ | ------------ | -------- |
| Bormes-les-Mimosas | 6 324  | 83230        | 83019    |
| Collobrières       | 1 596  | 83610        | 83043    |
| Le Lavandou        | 5 449  | 83980        | 83070    |

## Thông tin nhân khẩu
| 1962                                                     | 1968  | 1975  | 1982  | 1990   | 1999   |
| -------------------------------------------------------- | ----- | ----- | ----- | ------ | ------ |
| 6 671                                                    | 7 412 | 8 026 | 9 445 | 11 730 | 13 369 |
| Nombre retenu à partir de 1962 : dân số không tính trùng |       |       |       |        |        |